# O Barco Além do Sol
O Barco Além do Sol é o primeiro álbum solo do ex-baterista e co-fundador da banda brasileira Legião Urbana, Marcelo Bonfá. No álbum Bonfá toca um rock com a cara do Legião e fortes influências do rock britânico, o que faz sem  receios de ser comparado com sua ex-banda. Sua gravação foi finalizada em fevereiro de 2000 e seu lançamento ocorreu em 7 de abril.

## Faixas
1. Depois da Chuva
2. Todos os Sonhos do Mundo
3. Ouro em Pó
4. O Veleiro de Cristal
5. Anjos Traídos
6. A Dama do Lago
7. Vera Cruz
8. Um Dia Para Nós Dois
9. De Um Jeito Ou De Outro
10. Aurora no Subúrbio